# Бокс на Играх стран СНГ 2023
Соревнования по боксу на играх стран СНГ 2023 проходили с 6 по 12 августа на СК «Ледовая Арена» в городе Орша. Было разыграно всего 25 комплектов медалей среди юниоров и юниорок 2005—2006 годов рождения (17 — 18 лет).
В соревнованиях приняли участие 136 спортсменов: 93 мужчины и 43 женщины из 10 стран.

## Медальный зачёт
*   Принимающая страна (Беларусь)
| Место          | Страна         | Золото | Серебро | Бронза | Всего |
| -------------- | -------------- | ------ | ------- | ------ | ----- |
| 1              | Узбекистан     | 13     | 2       | 10     | 25    |
| 2              | Россия         | 9      | 8       | 7      | 24    |
| 3              | Беларусь*      | 2      | 7       | 12     | 21    |
| 4              | Таджикистан    | 1      | 1       | 5      | 7     |
| 5              | Азербайджан    | 0      | 4       | 6      | 10    |
| 6              | Кыргызстан     | 0      | 3       | 1      | 4     |
| 7              | Туркменистан   | 0      | 0       | 2      | 2     |
| 8              | Иран           | 0      | 0       | 1      | 1     |
| Всего стран: 8 | Всего стран: 8 | 25     | 25      | 44     | 94    |

## Призёры[3]

### Мужчины[4]
| Весовая категория | Золото                         | Серебро                           | Бронза                                                             |
| ----------------- | ------------------------------ | --------------------------------- | ------------------------------------------------------------------ |
| до 48 кг          | Абдукодир Рахмонов Таджикистан | Зафарбек Камилов Кыргызстан       | Родион Тимощенко Белоруссия Собиржон Тастанов Узбекистан           |
| до 51 кг          | Вячеслав Рогозин Россия        | Анушервон Фазылов Таджикистан     | Даниил Кокарев Белоруссия Миралижон Мавлонов Узбекистан            |
| до 54 кг          | Самандар Олимов Узбекистан     | Давид Баланов Россия              | Бузургмехр Иксанов Таджикистан Омар Асланлы Азербайджан            |
| до 57 кг          | Ахмедбек Меджидов Россия       | Витас Гарцуев Белоруссия          | Шохрух Абдумаликов Узбекистан Эмир Кылычбеков Кыргызстан           |
| до 60 кг          | Абдуллох Мадаминов Узбекистан  | Мухаммадали Гасымзаде Азербайджан | Дмитрий Дворниченко Белоруссия Иван Карачинцев Россия              |
| до 63,5 кг        | Бобурбек Бобожонов Узбекистан  | Алексей Гацаков Белоруссия        | Аслан Гулиев Азербайджан Иван Тихонов Россия                       |
| до 67 кг          | Родион Мытник Россия           | Алмаз Орозбеков Кыргызстан        | Муродбек Бахриддинов Узбекистан Рустамджон Ашуров Таджикистан      |
| до 71 кг          | Шавкатжон Болтаев Узбекистан   | Зия Гасанов Азербайджан           | Артём Костин Россия Ылхам Назаров Туркменистан                     |
| до 75 кг          | Фазлиддин Еркинбоев Узбекистан | Фархад Шейдаев Азербайджан        | Иван Родионов Россия Ыхлас Багтыяров Туркменистан                  |
| до 80 кг          | Жавохир Умматалиев Узбекистан  | Мухаммадазиз Закиров Кыргызстан   | Никита Бруев Белоруссия Рони Махсудов Россия                       |
| до 86 кг          | Камиль Джамаев Россия          | Кирилл Дугарь Белоруссия          | Акмалджон Абдувалиев Таджикистан Абдулазиз Абдурахмонов Узбекистан |
| до 92 кг          | Халимжон Мамасолиев Узбекистан | Даниил Муравьёв Россия            | Максим Кравец Белоруссия Руслан Федорин Таджикистан                |
| свыше 92 кг       | Денис Мацулёв Белоруссия       | Исрафил Исламов Россия            | Амир-Вандаэй Исмаэйли Иран Равшанжон Солиев Узбекистан             |

### Женщины[5]
| Весовая категория | Золото                         | Серебро                       | Бронза                                                           |
| ----------------- | ------------------------------ | ----------------------------- | ---------------------------------------------------------------- |
| до 48 кг          | Гулсевар Ганиева Узбекистан    | Дарья Зрянина Россия          | Александра Тагирова Белоруссия Лала Мадатова Азербайджан         |
| до 50 кг          | Робияхон Бахтиёрова Узбекистан | Азиза Оторова Россия          | Маргарита Банюшевич Белоруссия Айсу Исмаилова Азербайджан        |
| до 52 кг          | Анастасия Ахунова Россия       | Зилолахон Юсуфова Узбекистан  | Есения Банкевич Белоруссия Нармин Ализада Азербайджан            |
| до 54 кг          | Узукжамол Юнусова Узбекистан   | Айнур Микаилова Азербайджан   | Мария Цмыг Белоруссия Арина Голд Россия                          |
| до 57 кг          | Луиза Коваленко Россия         | Ксения Махахей Белоруссия     | Муштарийбону Иброхимжонова Узбекистан Хангома Исоева Таджикистан |
| до 60 кг          | Анастасия Климова Россия       | Алина Кордюшова Белоруссия    | Одинахон Исмоилова Узбекистан Гызбас Искандер Азербайджан        |
| до 63 кг          | Ситора Баходирова Узбекистан   | Анна Середа Белоруссия        | Арина Макарова Россия                                            |
| до 66 кг          | Мария Пилипенко Белоруссия     | Ева Никитина Россия           | Айсанем Саруарова Узбекистан                                     |
| до 70 кг          | Ойша Тоирова Узбекистан        | Лала Аббасова Россия          | Александра Сергеева Белоруссия                                   |
| до 75 кг          | Анастасия Малова Россия        | Санобар Бозорбоева Узбекистан | Анна Корбатенко Белоруссия                                       |
| до 81 кг          | Олтиной Сотимбоева Узбекистан  | Анастасия Панина Россия       | Кира Ятина Белоруссия                                            |
| свыше 81 кг       | Ангелина Симакова Россия       | Дарья Сильченко Белоруссия    | Диёрахон Абдуманнобова Узбекистан                                |